# Verena Sierra
Verena Sierra (geborene Schneider; * 30. September 1978) ist eine deutsche Radiomoderatorin, Fernsehmoderatorin und Redakteurin.

## Leben
Sierra ist im Saarland (Kreis St. Wendel) aufgewachsen und studierte Hispanistik und Amerikanistik an der Universität des Saarlandes und am Hillsdale College in Michigan.

## Radio
Sie begann ihre Karriere 1999 mit dem Start des Senders Unser Ding und moderierte dort u. a. die Morningshow „Die Schöne und das Freak“. Nach einem fließenden hausinternen Wechsel zu SR 1 Europawelle, wo sie u. a. am Nachmittag zu hören war, moderiert sie dort von Anfang 2007 bis Juni 2011 „Der Morgen im Saarland“ mit Christian Balser als eines von zwei Frühteams. Seit 2012  moderiert sie von Montag bis Freitag den Vormittag und den Mittag auf SR 1.

## Fernsehen
Bis 2018 moderierte Sierra das Saarlandwetter im SR Fernsehen. Aktuell ist sie Moderatorin der Vorabendsendung Wir im Saarland und der Sendung „Sellemols“. Zudem moderiert sie gemeinsam mit dem Koch Cliff Hämmerle die Kochsendung Mit Herz am Herd, die auch im SWR Fernsehen und auf 3sat ausgestrahlt wird. Zu der Sendung sind bereits zwei Kochbücher erschienen.
Seit 2020 leiht Sierra der Saarlodris-Mama ihre Stimme.